# Martin A. Hansen

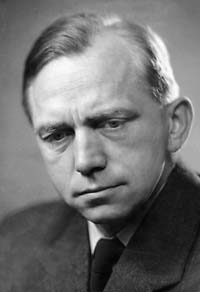
Martin A. Hansen

Martin A. Hansen (* 20. August 1909 in Strøby; † 27. Juni 1955 in Kopenhagen) war ein dänischer Schriftsteller. Er verfasste Romane, Reisebeschreibungen und Essays. Sein bekanntestes und meist besprochenes Werk ist der 1950 erschienene Roman Løgneren, der auch verfilmt und ins Deutsche (Der Lügner) übersetzt wurde.

## Leben
Martin A. Hansen (eigentlich: Alfred Martin Jens Hansen) stammte aus einer Häusler-Familie und war zunächst in der Landwirtschaft tätig. Nach seiner Lehrerausbildung unterrichtete er ab 1931 an Kopenhagener Volksschulen. Das Thema seiner ersten beiden Romane Nu opgiver han (Nun gibt er auf, 1935) und Kolonien (Die Kolonie, 1937) war die Umstellung der Landwirtschaft vom Einzel- zum Kollektivbetrieb beziehungsweise der Konflikt zwischen bäuerlicher Tradition und modernem Intellektualismus. Während des Zweiten Weltkriegs war er Mitarbeiter der illegalen Zeitschrift Folk og Frihet. Von 1949 bis 1951 arbeitete er in der Zeitschriftenredaktion von Heretica mit.
Mit dem Roman Der Lügner erreichte Hansens „hintergründig versponnene Erzählkunst einen Höhepunkt“. Der Roman ist als Tagebuch eines Dorfküsters und Schullehrers an einen fiktiven Leser mit Namen Nathanael geschrieben. Der Protagonist hat sich aus enttäuschter Liebe auf eine kleine Insel zurückgezogen und fühlt sich schuldig. Dieser nicht leicht zugängliche psychologische Roman erreichte in Dänemark eine Auflage von 400.000 Exemplaren und wurde 1970 unter der Regie von Knud Leif Thomsen verfilmt. Die erste Fassung war ein Hörspiel im Auftrag von Danmarks Radio; anschließend erschien der Text in der Zeitung Berlingske Aftenavis als Fortsetzungsroman mit Illustrationen von Ib Spang Olsen.
Hansen wurde nach dem Krieg „zum geistigen Führer des religiösen Existentialismus und trug wesentlich zur Wiederentdeckung Kierkegaards in Dänemark bei“.
Er beschäftigte sich intensiv mit religiösen, kulturellen und historischen Themen. Als Ergebnis verfasste er 1952 das kultur- und religionsgeschichtliche Werk Orm og Tyr (Lindwurm und Stier), eine Art Entdeckungsreise durch Dänemark, in der er Natur und Landschaft beschreibt. Er führt den Leser unter anderen an Orte, die in der Epoche vor dem Christentum Bedeutung hatten, zum Beispiel zu Dolmen und heiligen Bäumen, und erzählt von Mythen und Legenden. Der Titel weist auf den Stier, der in der Volkssage den Lindwurm tötete.
Er war verheiratet und hatte zwei Kinder; sein Sohn Hans Ole Hansen war Direktor des Historisch-Archäologischen Land der Legenden. Martin A. Hansen starb im Alter von 45 Jahren an chronischer Nierenentzündung.

## Veröffentlichungen

### Dänische Originalausgaben
- Nu opgiver han. Roman (1935)
- Kolonien. Roman (1937)
- Jonathans rejse. Roman (1941)
- Lykkelige Kristoffer. Roman (1945)
- Tornebusken. Erzählungen (1946)
- Agerhønen. Erzählung (1947)
- Åsynet. Erzählungen (1949)
- Sankt Hans aften. Erzählungen (1949)
- Løgneren. Roman (1950)
- Orm og Thyr (1952)
- Paradisæblerne. Erzählungen (1953)
- Konkylien. Erzählungen (1955)

### Deutschsprachige Ausgaben
- Der Lügner. Roman. Übersetzung: Heinrich Fauteck. Bertelsmann, Gütersloh 1952. (zuletzt: Übersetzung: A. O. Schwede. Deutsche Verlags-Anstalt, Stuttgart 1978, ISBN 3-421-01854-5)
- Die Osterglocke. Erzählung. Übersetzung: Heinrich Fauteck. Bertelsmann, Gütersloh 1953.
- Septembernebel. Erzählungen. Übersetzung: A. O. Schwede. Hinstorff, Rostock 1975.

### Englischsprachige Ausgaben
- The liar, translated from the Danish by Paul Larkin ; introduction by Morten Høi Jensen, New York : New York Review Books, 2023, ISBN 978-1-68137-718-6

## Auszeichnungen
- 1946 Literaturpreis Drachmannlegatet
- 1952 Holberg-Medaille